# Browning (Illinois)
Browning – wieś w Stanach Zjednoczonych, w stanie Illinois, w hrabstwie Schuyler.